# Vertu
Vertu foi uma fabricante de telefones celulares Britânica que produzia telefones celulares de luxo.